# Люсьєн Піссарро
Люсьєн Піссарро (фр. Lucien Pissarro; 20 лютого 1863, Париж — 10 липня 1944) — французький художник, графік і ксилограф, представник пуантилізму. Син Каміля Піссарро. Починаючи з 1890 року, жив і працював в Англії.

## Життя та творчість
Навчався живопису під керівництвом батька. У 1885 році Люсьєн через батька познайомився з Полем Сіньяком і Жоржем Сера, чиї дружба і творчість вплинули на нього. В 1886 він виставив на 8-й виставці імпресіоністів десять своїх робіт, в яких відчувався вплив Сера і Сіньяка. Здебільшого публіка та критики не могли відрізнити один від одного твори Сера, Сіньяка та обох Піссарро. Незвичайність картин, створених цими різними художниками, які працювали ідентичною палітрою і спиралися на загальний метод, була дуже вражаюча для того, щоб відвідувачі могли вловити тонкі індивідуальні особливості.
Цікавився також скульптурою та графікою. Разом з Максимільєном Люсом він заснував у Ланьї художню групу Groupe de Lagny, яка вважала своїм завданням розвиток теорії кольору Жоржа Сера та його техніки поділу кольору. Виставляв свої роботи і в Брюсселі у 1888 році, з бельгійською авангардистською групою художників Les XX.
З 1890 Люсьєн Піссарро жив і працював в Лондоні. У 1892 році він одружився з Естер Бенсусан; їхня єдина дочка, Оровіда, теж стала художницею. Люсьєн відіграв важливу роль у поширенні імпресіонізму в Англії. З 1904 він регулярно виставлявся в Новому англійському клубі мистецтв, а пізніше брав участь у виставках групи Fitzroy Street Group.
У 1916 році прийняв британське підданство. Був одним із засновників художньої групи Кемден Таун. У 1919 році створив групу Монарро, з секретаріатами в Лондоні (керівник — художник Джеймс Болівар Менсон) та в Парижі (керівник — бельгійський художник Тео ван Рейссельберге), метою якої було відродження інтересу громадськості до імпресіоністського живопису, особливо до творчості Клода Пісарро. Група проіснувала три роки.
Пейзаж залишався основною темою у творчості, але Писсарро зрідка писав і натюрморти, і портрети (переважно своєї сім'ї). Після від'їзду Люсьєна до Англії Каміль Піссарро розпочав тривале, майже щоденне листування із сином. Ці листи є важливими документами історія імпресіонізму.